# هوراشيو باركر
هوراشيو باركر (بالإنجليزية: Horatio Parker)‏ هو معلم موسيقى وملحن أمريكي، ولد في 15 سبتمبر 1863 في Auburndale, Massachusetts ‏ في الولايات المتحدة، وتوفي في 18 ديسمبر 1919 في سيدارهورست في الولايات المتحدة.

## وصلات خارجية
- هوراشيو باركر على موقع الموسوعة البريطانية (الإنجليزية)
- هوراشيو باركر على موقع ميوزك برينز (الإنجليزية)